# Верулидзе, Лаша Леванович
Лаша Леванович Верулидзе (род. 9 июня 1975, Орджоникидзе) — российский футбольный судья.

## Биография
С 2002 года обслуживал матчи на профессиональном уровне. В качестве главного судьи дебютировал во втором дивизионе 7 июня 2003 года, отсудив матч 13-го тура «Динамо» Махачкала — «Нарт» Черкесск (2:0). Всего в дебютный сезон отсудил 10 матчей, в которых показал 47 жёлтых и одну красную карточку. На матчах первого дивизиона работал с 2009 года, параллельно продолжая судить во втором.
В высших стадиях Кубка России Верулидзе провёл 3 матча. В сезоне 2012/13 он отсудил матч 1/16 финала «СКА-Энергия» — «Амкар» (2:1), в котором показал 6 предупреждений. Также назначался на матчи 1/16 финала в 2016 и 2017 годах (отсудил матчи «Энергомаш» — «Уфа» (2016 г.) и «Олимпиец» — «Уфа» (2017 г.))
Дважды, в сезонах 2018/19 и 2019/20, Верулидзе признавался лучшим арбитром ФНЛ.
Всего за карьеру провёл 155 матчей в первенстве ФНЛ и 148 матчей в первенстве ПФЛ в качестве главного судьи. Ему принадлежит рекорд по количеству проведённых матчей в ФНЛ, при этом в Премьер-лиге Верулидзе не отсудил ни одного матча.
Завершил профессиональную карьеру 24 июня 2021 года.

## Достижения
- Лучший судья Первенства ФНЛ (2): 2018/19, 2019/20

## Личная жизнь
Сын, Александр Верулидзе (р. 1996) — профессиональный футболист.